# 瓦尔德雷克
瓦尔德雷克（法語：Wardrecques，法語發音：[waʁdʁɛk]）是法国上法蘭西大區加来海峡省的一个市镇，属于圣奥梅尔区。

## 地理
瓦尔德雷克（50°42'38"N, 2°20'38"E）面积3.72 平方千米，位于法国上法蘭西大區加来海峡省，该省份为法国北部沿海省份，西北濒北海，南至索姆省，东临北部省。
与瓦尔德雷克接壤的市镇（或旧市镇、城区）包括：勒内斯屈尔、康帕涅-莱瓦尔德雷克、厄兰盖姆、拉坎盖姆。

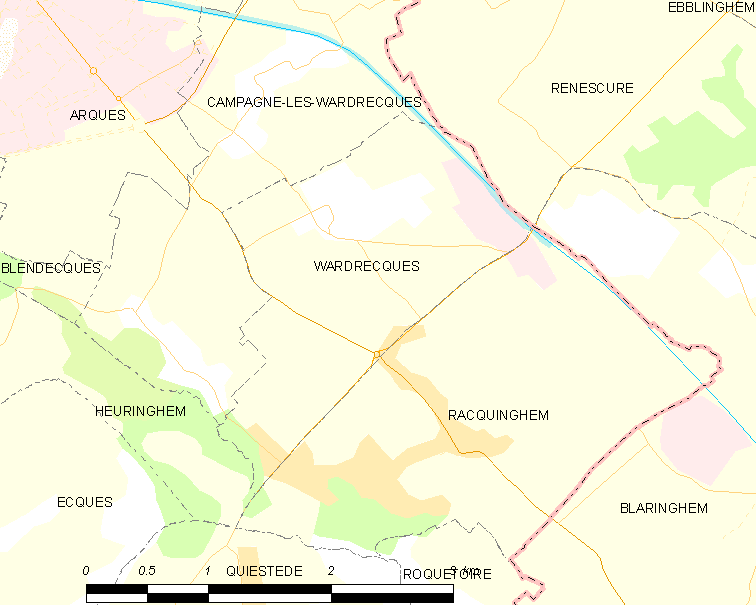
瓦尔德雷克的OSM定位图

瓦尔德雷克的时区为UTC+01:00、UTC+02:00（夏令时）。

## 行政
瓦尔德雷克的邮政编码为62120，INSEE市镇编码为62875。

## 政治
瓦尔德雷克所属的省级选区为弗吕日县。

## 人口

1962-2008年间瓦尔德雷克人口变化图示

瓦尔德雷克于2022年1月1日时的人口数量为1338人。